# Charaxes pallida
Charaxes pallida är en fjärilsart som beskrevs av Percy I. Lathy 1926. Charaxes pallida ingår i släktet Charaxes och familjen praktfjärilar. Inga underarter finns listade i Catalogue of Life.